# メドック

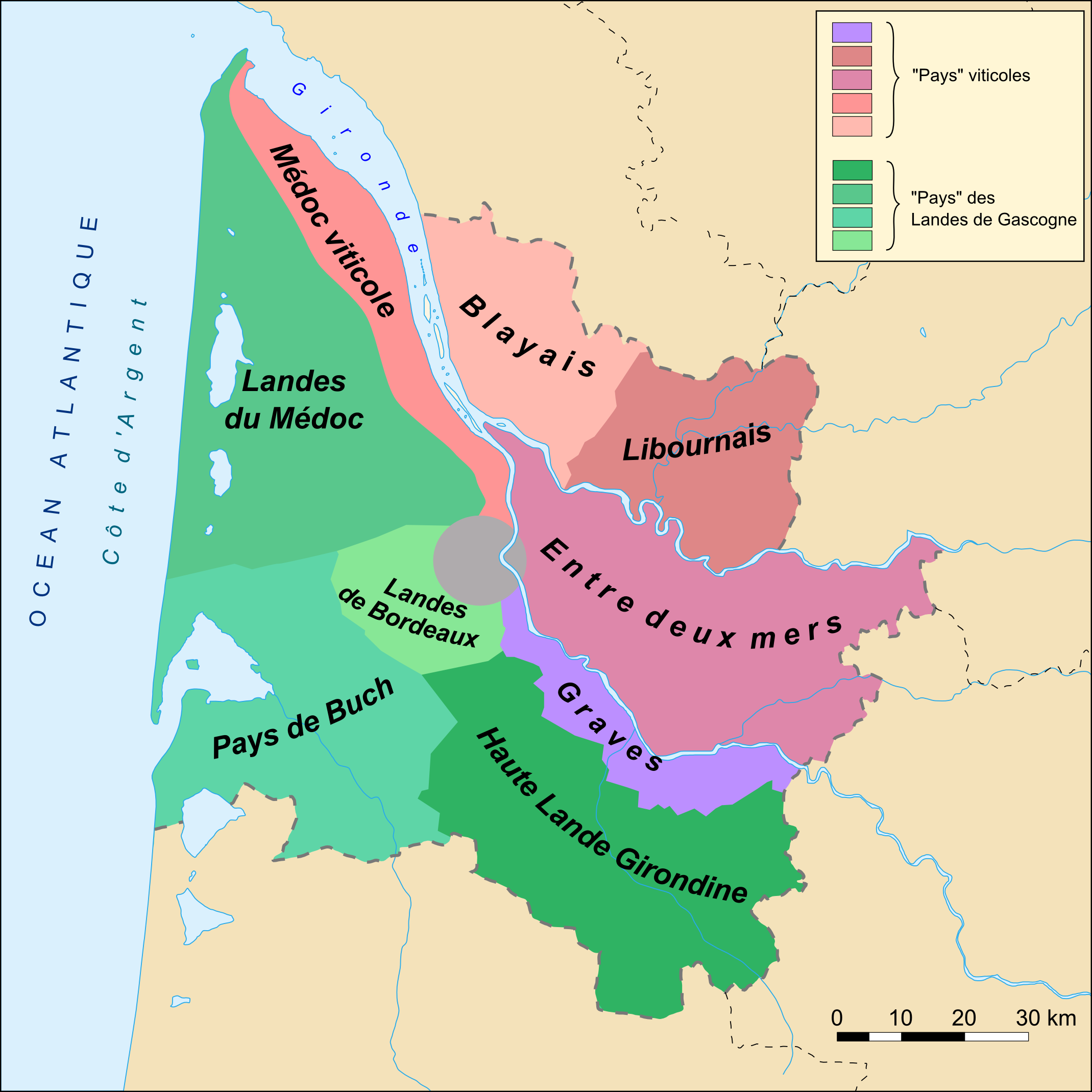
ジロンド県の地方図。ジロンド川左岸にメドックがある

メドック （Médoc）は、フランス、ジロンド県にある地方名。ビスケー湾北部にある半島部分を指す。西は大西洋、東はジロンド川、南はペイ・ド・ビュック地方と接する。ラテン語で「水の中心」を意味するIn medio aquaeという言葉が地名の語源となっている。

## 地理
メドックは3つの地区に分かれる。
- メドック・ヴィティコル（Médoc viticole） - ジロンド川に接する丘陵地帯。メドック・ワインの大生産地。
- ランド・デュ・メドック（Landes du Médoc） - ランドとは荒地を意味する。ランド・ド・ガスコーニュと呼ばれる地方の一部をなす。19世紀に植林されたランドの森が広がる。
- レ・マレ（les marais） - レスパール北部の一帯を指す。17世紀以降干拓されてできた。

## 主要なコミューン
マルゴー、ポーイヤック、レスパール＝メドック、スラック＝シュル＝メール、ラカノー、サンテステフなどがある。
上記ポーイヤックのほか、村名ワインの産地として、サンテステフ、サンジュリアン、マルゴー、リストラック・メドック、ムーリ＝ザン＝メドックがある。